# Peter Haber
Peter Alexander Haber (født 12. december 1952 i Stockholm) er en svensk skuespiller. Han har blandt andet spillet politibetjenten Martin Beck (1996–) og Rudolf, Sunes far, i Sunes jul (1991, TV-serie ("Julkalendern")) og Sunes sommar (1993). Haber har siden 1990 været gift med Lena T. Hansson, og de har 2 sønner.

## Udvalgt filmografi
- 1992 – Jönssonligan och den svarta diamanten
- 1993 – Sunes sommar
- 1994 – Jönssonligans största kupp
- 1995 – Hvide løgne (TV)
- 1999 – Tomten är far till alla barnen
- 1999 – Vägen ut
- 2009 – Mænd der hader kvinder
- 2010 - Sky (kortfilm)
- 2019 – Britt-Marie var her